# Karsten Braasch
Karsten Braasch (Marl, 14 luglio 1967) è un ex tennista tedesco.

## Carriera
Ottenne il suo best ranking in singolare il 13 giugno 1994 con la 38ª posizione mentre nel doppio divenne il 10 novembre 1997, il 36º del ranking ATP. Nel corso della sua carriera, in singolare, è riuscito a vincere quattro tornei del circuito Challenger ed a raggiungere la finale dell'Ordina Open, torneo che si tenne a Rosmalen nel 1994, dove venne superato dall'olandese Richard Krajicek in due set con il punteggio di 3-6, 4-6.
I migliori risultati vennero dal doppio, specialità nel quale riuscì a vincere sei tornei del circuito ATP, quindici del circuito Challenger ed a raggiungere la finale di tornei ATP in altre tre occasioni sempre nello stesso anno, il 1997. Ha fatto parte della squadra tedesca di Coppa Davis nel 1994 in sole due occasioni, riportando una vittoria ed una sconfitta sempre in doppio.

## Sfida con le sorelle Williams
Viene soprattutto ricordato per aver preso parte nel 1998 alla così ribattezzata Battaglia dei sessi contro le sorelle Williams. In quell'anno infatti Venus Williams e Serena Williams dichiararono che sarebbero state competitive anche nel circuito maschile, asserendo di poter sconfiggere qualsiasi tennista uomo posizionato oltre la 200ª posizione del ranking mondiale ATP. Karsten Braasch accolse questa provocazione e le sfidò in due incontri di singolare della durata di un solo set. Il tedesco, che in quel momento deteneva la posizione numero 203 del ranking ATP, non ebbe problemi nel superarle rispettivamente con il punteggio di 6-2 e 6-1, pur bevendo alcune birre prima della partita e facendosi vedere fumare una sigaretta nell'intervallo fra un incontro e l'altro.

## Statistiche

### Singolare

#### Vittorie (0)
| Legenda                                                      |
| Grande Slam (0)                                              |
| ATP Tour World Championships / Tennis Masters Cup (0)        |
| ATP Super 9 / Tennis Masters Series (0)                      |
| ATP Championships Series / ATP International Series Gold (0) |
| ATP World Series / ATP International Series (0)              |

| Legenda tornei minori |
| Challenger (4)        |
| Futures (0)           |

| Numero | Data             | Torneo                                    | Superficie    | Avversario in finale | Punteggio     |
| 1.     | 20 gennaio 1992  | Intersport Heilbronn Open 1992, Heilbronn | Sintetico (i) | Markus Naewie        | 6-7, 6-2, 6-2 |
| 2.     | 24 febbraio 1992 | Rennes Challenger 1992, Rennes            | Cemento (i)   | Markus Naewie        | 6-2, 3-6, 6-2 |
| 3.     | 9 novembre 1993  | Naples Challenger 1993, Naples            | Terra verde   | Gilbert Schaller     | 1-6, 6-4, 7-5 |
| 4.     | 12 dicembre 1994 | Cologne Challenger 1994, Colonia          | Cemento (i)   | Jörn Renzenbrink     | 6-4, 6-4      |

#### Sconfitte in finale (1)
| Numero | Data          | Torneo                | Superficie | Avversario in finale | Punteggio |
| 1.     | 6 giugno 1994 | Ordina Open, Rosmalen | Erba       | Richard Krajicek     | 3-6, 4-6  |

### Doppio

#### Vittorie (6)
| Legenda                                                      |
| Grande Slam (0)                                              |
| ATP Tour World Championships / Tennis Masters Cup (0)        |
| ATP Super 9 / Tennis Masters Series (0)                      |
| ATP Championships Series / ATP International Series Gold (0) |
| ATP World Series / ATP International Series (6)              |

| Numero | Data              | Torneo                     | Superficie    | Compagno           | Avversari in finale            | Punteggio            |
| 1.     | 9 giugno 1997     | Halle Open, Halle (Westf.) | Erba          | Michael Stich      | David Adams Marius Barnard     | 7-6, 6-3             |
| 2.     | 9 luglio 2001     | Swedish Open, Båstad       | Terra rossa   | Jens Knippschild   | Simon Aspelin Andrew Kratzmann | 7–6(3), 4-6, 7–6(5)  |
| 3.     | 24 settembre 2001 | Hong Kong Open, Hong Kong  | Cemento       | André Sá           | Petr Luxa Radek Štěpánek       | 6-0, 7-5             |
| 4.     | 28 gennaio 2002   | Milan Indoor, Milano       | Sintetico (i) | Andrej Ol'chovskij | Julien Boutter Maks Mirny      | 3-6, 7–6(5), [12-10] |
| 5.     | 8 aprile 2002     | Estoril Open, Estoril      | Terra rossa   | Andrej Ol'chovskij | Simon Aspelin Andrew Kratzmann | 6-3, 6-3             |
| 6.     | 8 settembre 2003  | BCR Open Romania, Bucarest | Terra rossa   | Sargis Sargsian    | Simon Aspelin Jeff Coetzee     | 7–6(7), 6-2          |

| Legenda tornei minori |
| Challenger (15)       |
| Futures (0)           |

| Numero | Data              | Torneo                                                        | Superficie    | Compagno           | Avversari in finale                   | Punteggio     |
| 1.     | 26 marzo 1990     | Estoril Challenger 1990, Estoril                              | Terra rossa   | Hendrik Jan Davids | Tomás Carbonell Udo Riglewski         | 5-7, 7-5, 6-2 |
| 2.     | 15 giugno 1992    | Halle Challenger 1992, Halle                                  | Terra rossa   | Lars Koslowski     | Kelly Evernden Brett Steven           | 4-6, 7-6, 6-0 |
| 3.     | 24 giugno 1996    | Nord LB Open 1996, Braunschweig                               | Terra rossa   | Jens Knippschild   | Cristian Brandi Filippo Messori       | 6-3, 6-4      |
| 4.     | 1º luglio 1996    | Ulm Challenger 1996, Ulma                                     | Terra rossa   | Jens Knippschild   | Ģirts Dzelde Aleksandar Kitinov       | 7-5, 6-3      |
| 5.     | 8 luglio 1996     | Oberstaufen Cup 1996, Oberstaufen                             | Terra rossa   | Jens Knippschild   | Maxime Huard Guillaume Marx           | 6-2, 6-4      |
| 6.     | 26 agosto 1996    | Alpirsbach Challenger 1996, Alpirsbach                        | Terra rossa   | Jens Knippschild   | Ģirts Dzelde Tomas Nydahl             | 1-6, 6-3, 7-5 |
| 7.     | 24 maggio 1999    | Sofia Challenger 1999, Sofia                                  | Terra rossa   | Tomas Behrend      | Simon Aspelin Tobias Hildebrand       | 6-3, 6-4      |
| 8.     | 13 marzo 2000     | Sparkassen Magdeburg Open 2000, Magdeburgo                    | Sintetico (i) | Dirk Dier          | Tomas Behrend Michael Kohlmann        | 7-5, 7–6(6)   |
| 9.     | 16 ottobre 2000   | Okal Cup 2000, Eckental                                       | Sintetico (i) | Jens Knippschild   | Ivo Heuberger Michael Kohlmann        | 7–6(5), 6-3   |
| 10.    | 20 novembre 2000  | University of Tennessee USTA Men's Challenger 2000, Knoxville | Cemento (i)   | Michael Kohlmann   | Jeff Coetzee Marcos Ondruska          | 6-0, 7–6(4)   |
| 11.    | 18 giugno 2001    | Nord LB Open 2001, Braunschweig                               | Terra rossa   | Jens Knippschild   | Feliciano López Francisco Roig        | 6-1, 6-1      |
| 12.    | 14 ottobre 2002   | Cairo Challenger 2002, Il Cairo                               | Terra rossa   | Tomas Behrend      | Álex López Morón Albert Portas        | 7–6(3), 6-4   |
| 13.    | 17 febbraio 2003  | Volkswagen Challenger 2003, Wolfsburg                         | Sintetico (i) | Axel Pretzsch      | Alexander Peya Aisam-ul-Haq Qureshi   | 6-4, 6-2      |
| 14.    | 30 giugno 2003    | Zell Challenger 2003, Zell                                    | Terra rossa   | Franz Stauder      | Jan Frode Andersen Oliver Marach      | 6-3, 4-6, 6-3 |
| 15.    | 1º settembre 2003 | Aschaffenburg Challenger 2003, Aschaffenburg                  | Terra rossa   | Franz Stauder      | Jan Frode Andersen Philipp Petzschner | 6-4, 7-5      |

#### Sconfitte in finale (3)
| Numero | Data              | Torneo                      | Superficie    | Compagno         | Avversari in finale        | Punteggio     |
| 1.     | 7 aprile 1997     | Hong Kong Open, Hong Kong   | Cemento       | Jeff Tarango     | Martin Damm Daniel Vacek   | 3-6, 4-6      |
| 2.     | 28 aprile 1997    | BMW Open, Monaco di Baviera | Terra rossa   | Jens Knippschild | Pablo Albano Àlex Corretja | 6-3, 5-7, 2-6 |
| 3.     | 29 settembre 1997 | Swiss Indoors, Basilea      | Sintetico (i) | Jim Grabb        | Tim Henman Marc Rosset     | 6-7, 7-6, 6-7 |